# Proosdij Cappenberg
Cappenberg was een proosdij die behoorde tot het Heilige Roomse Rijk. Het slot en klooster van Cappenberg en het nabijgelegen gelijknamige dorp behoren tegenwoordig bestuurlijk tot de Duitse stad Selm.
De status van Cappenberg is in de literatuur niet duidelijk. De proosdij zou niet rijksonmiddellijk zijn, maar tot het prinsbisdom Münster behoren. Anderzijds wordt de proosdij in lijsten vermeld bij de gebieden, die niet bij een kreits zijn ingedeeld.

## Geschiedenis
Sinds 1092 noemde een geslacht zich graaf van Cappenberg. In 1122 stichtte de graaf Otto op de plaats van de burcht een dubbelklooster voor premonstratenzers. Sinds de twaalfde eeuw ontwikkelde zich hieruit een adellijk sticht. Het vrouwenklooster verdween in het midden van de veertiende eeuw. Otto van Cappenberg was ook de stichter van het belangrijke sticht Varlar (dat later eveneens in een kasteel veranderde) in Rosendahl, in het Münsterland.
Het sticht verviel vanaf de 17e eeuw, vooral na de Dertigjarige Oorlog. Het was in feite een verzorgingshuis geworden voor jongere zonen van adellijke families, die geen kans hadden, de titels of bezittingen van hun vaders te erven. Alleen materieel bleef het sticht welvarend, mede vanwege het grote landbezit. De vervallen gebouwen werden in de late 17e en vroege 18e eeuw vervangen door de huidige gebouwen in barokstijl. De proosdij werd op 18 december 1802 op last van Pruisen opgeheven. De Reichsdeputationshauptschluss van 25 februari 1803 vermeldt in artikel 3 de inlijving bij Pruisen.
In 1819 verwierf Heinrich Friedrich Karl vom und zum Stein de proosdij, die in 1826 tot standesherrschaft wordt verheven. Von Stein woonde op het kasteel tot aan zijn dood in 1831.
In en kort na de Tweede Wereldoorlog diende het kasteel als nooddepot voor museale en kerkelijke kunstcollecties, o.a. uit Soest en Dortmund. Tot 1983 was Schloss Cappenberg de noodlocatie van het Museum für Kunst und Kulturgeschichte Dortmund, en ook als deze collectie tentoonstellend museum geopend.

## Huidig gebruik
Sedert 1985 is het kasteel door de overheid gehuurd en dient als museum voor vooral schilderkunst.
Wegens een in 2016 begonnen ingrijpende restauratie, die nog t/m 2022 kan duren, is het kasteel alsmede de stichtskerk tot nader order gesloten.
Bij het kasteel is in 1992 de in 1899 gebouwde watertoren tot uitzichttoren verbouwd. In 2017 is een deel van het terrein rondom het kasteel als wijngaard met Rieslingdruiven beplant.
In de kasteeltuinen worden met enige regelmaat avondlijke concerten (repertoire: klassieke muziek) gehouden.
Vanaf het terrein van het kasteel heeft men een zeer fraai uitzicht over de stad Lünen, die direct ten zuiden ervan  ligt, en over het dal van de Lippe. In de omringende bossen zijn fraaie wandelroutes uitgezet.

## Kerk
Bij het voormalige klooster behoort de kunsthistorisch belangrijke rooms-katholieke kerk van Cappenberg. Deze voormalige stichtskerk, gewijd aan St. Johannes de Evangelist staat ten noorden van het kasteel. Ze dient voor het dorp Cappenberg als parochiekerk. Tot de kerkschat daarvan behoort onder andere de Cappenbergkop, die relieken zou bevatten van de evangelist zelf en van keizer Frederik I Barbarossa.

## Externe link

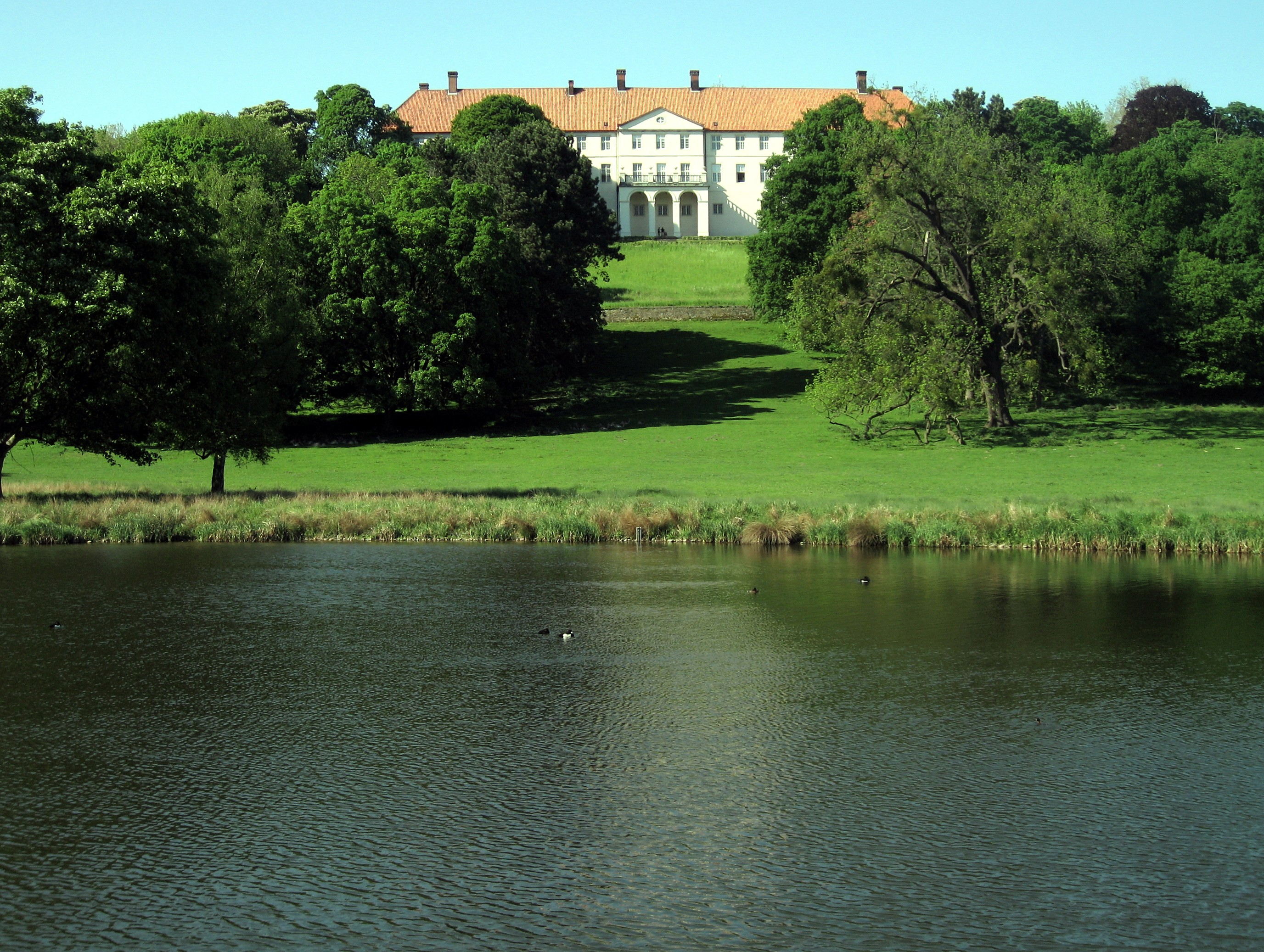
Slot Cappenberg
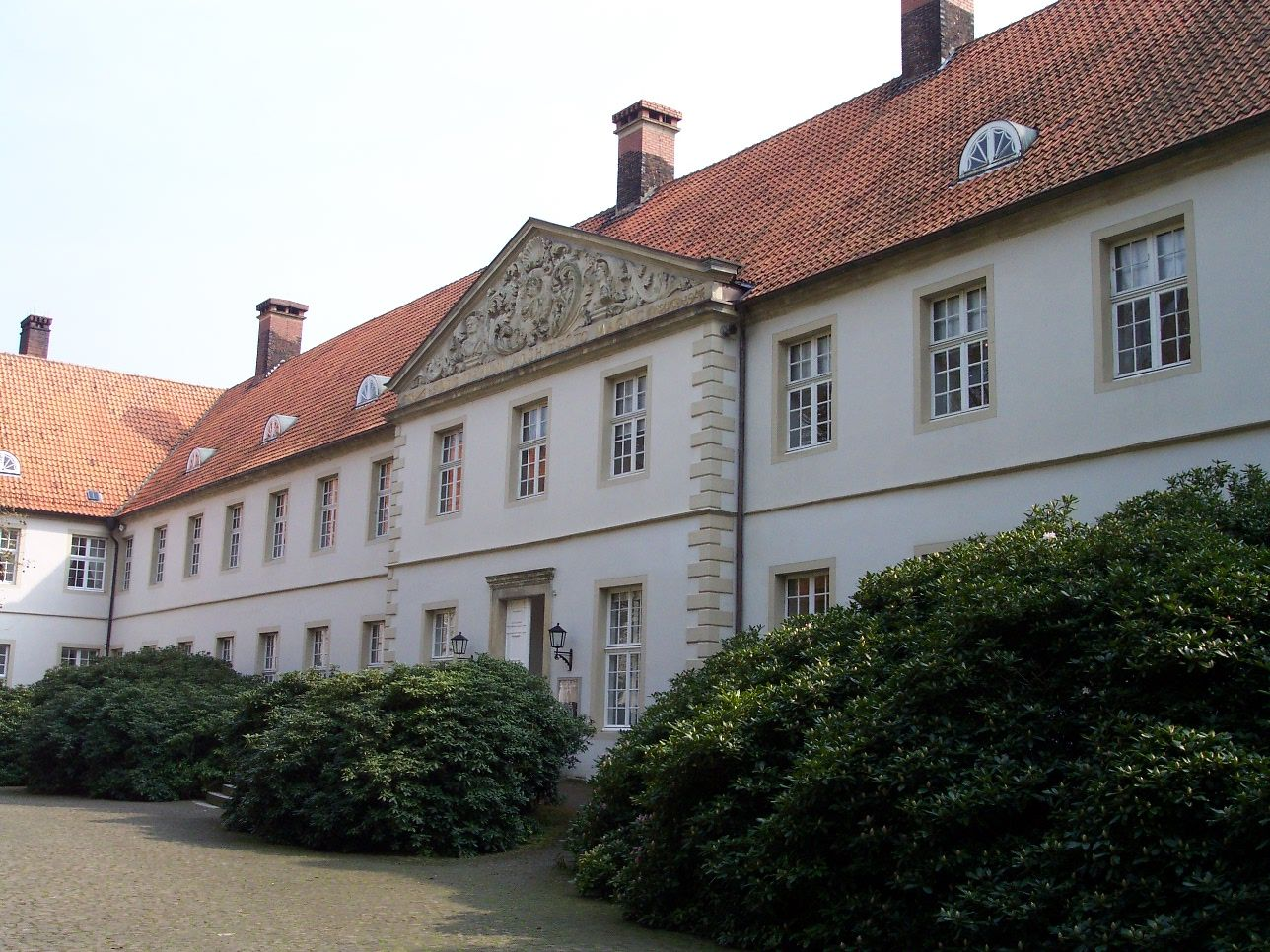
De hoofd- of museumvleugel van het kasteel
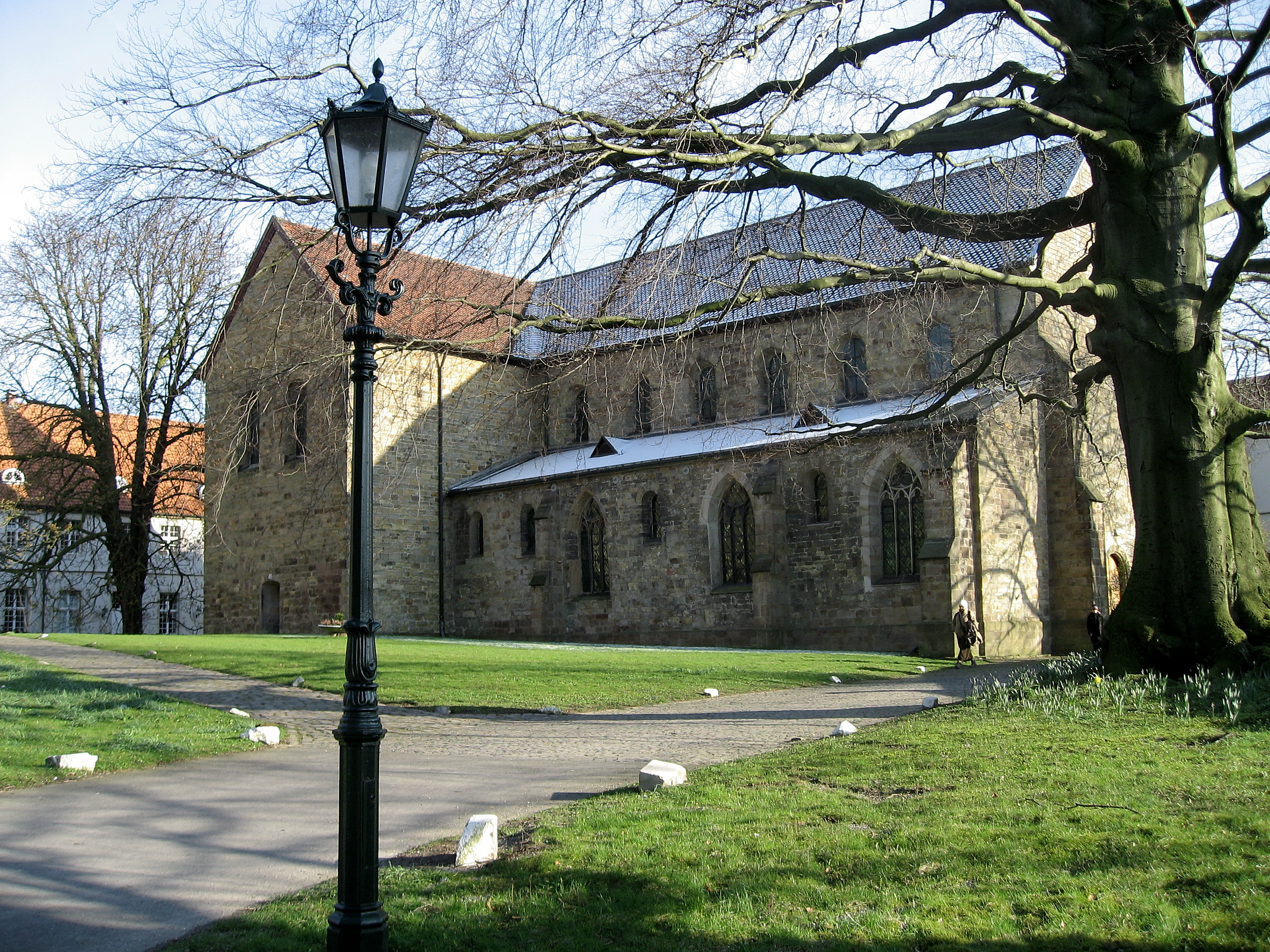
Voormalige stichtskerk
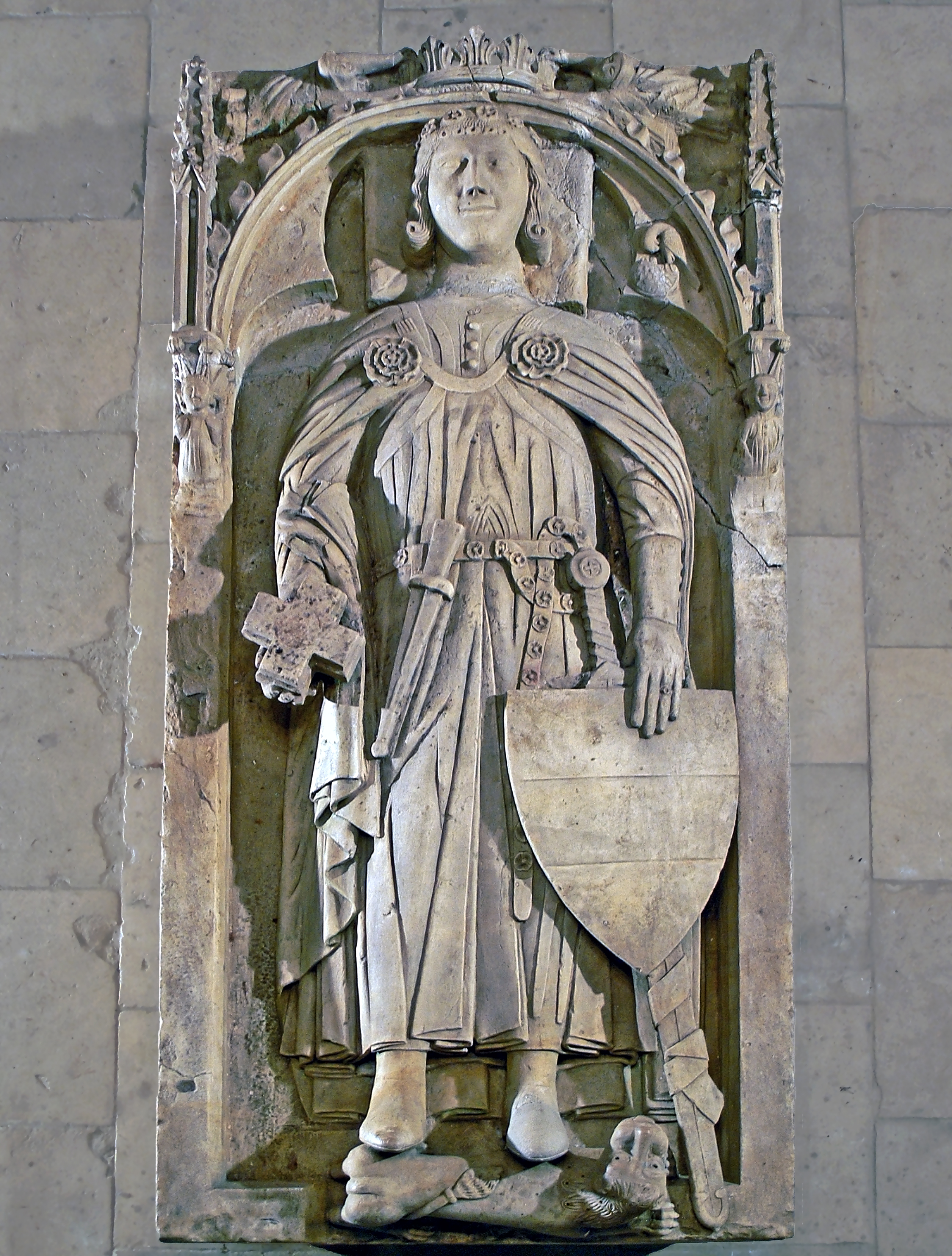
Grafplaquette in de stichtskerk van Godfried van Cappenberg
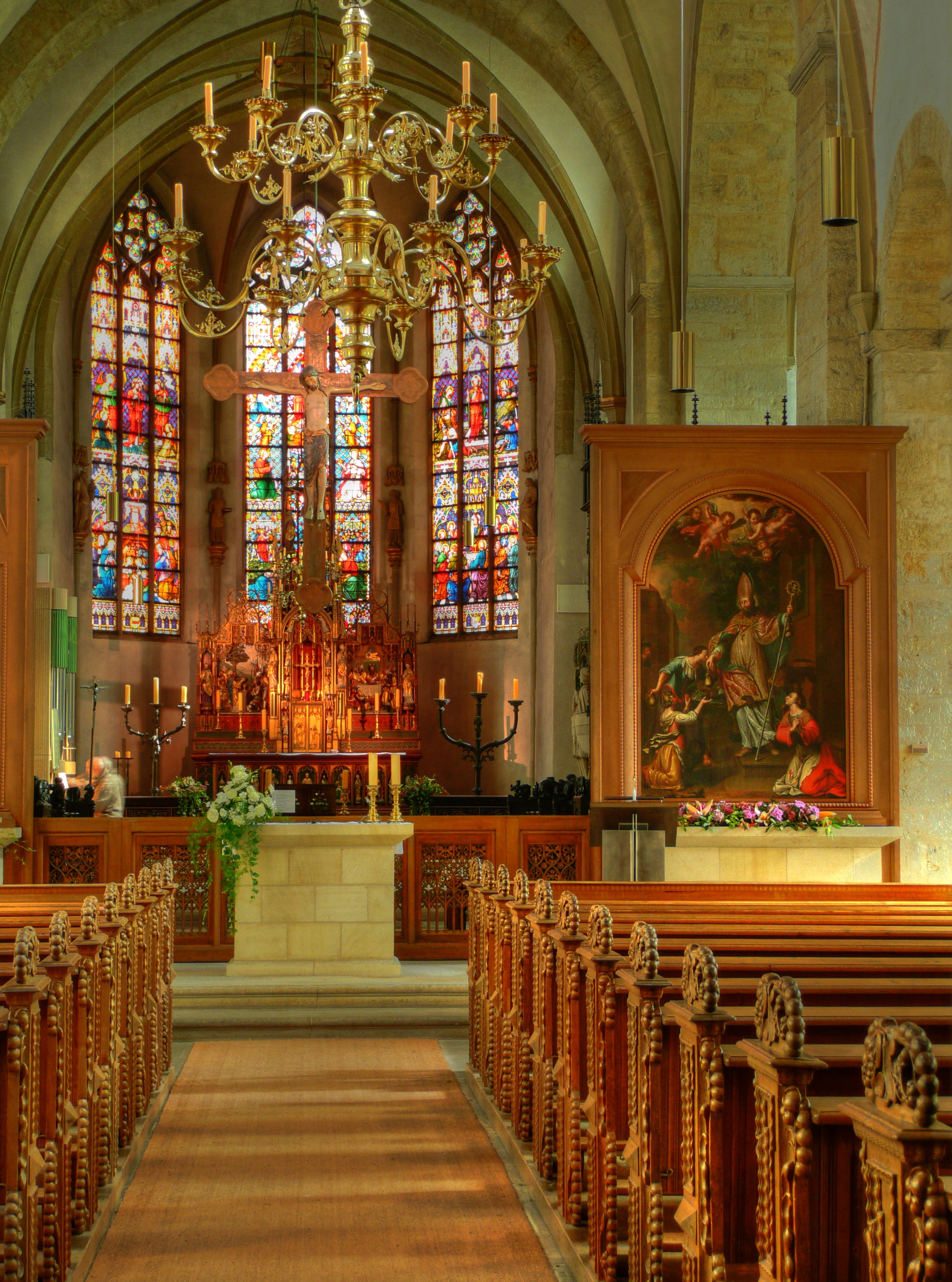
Het barokke interieur van het middenschip van de stichtskerk
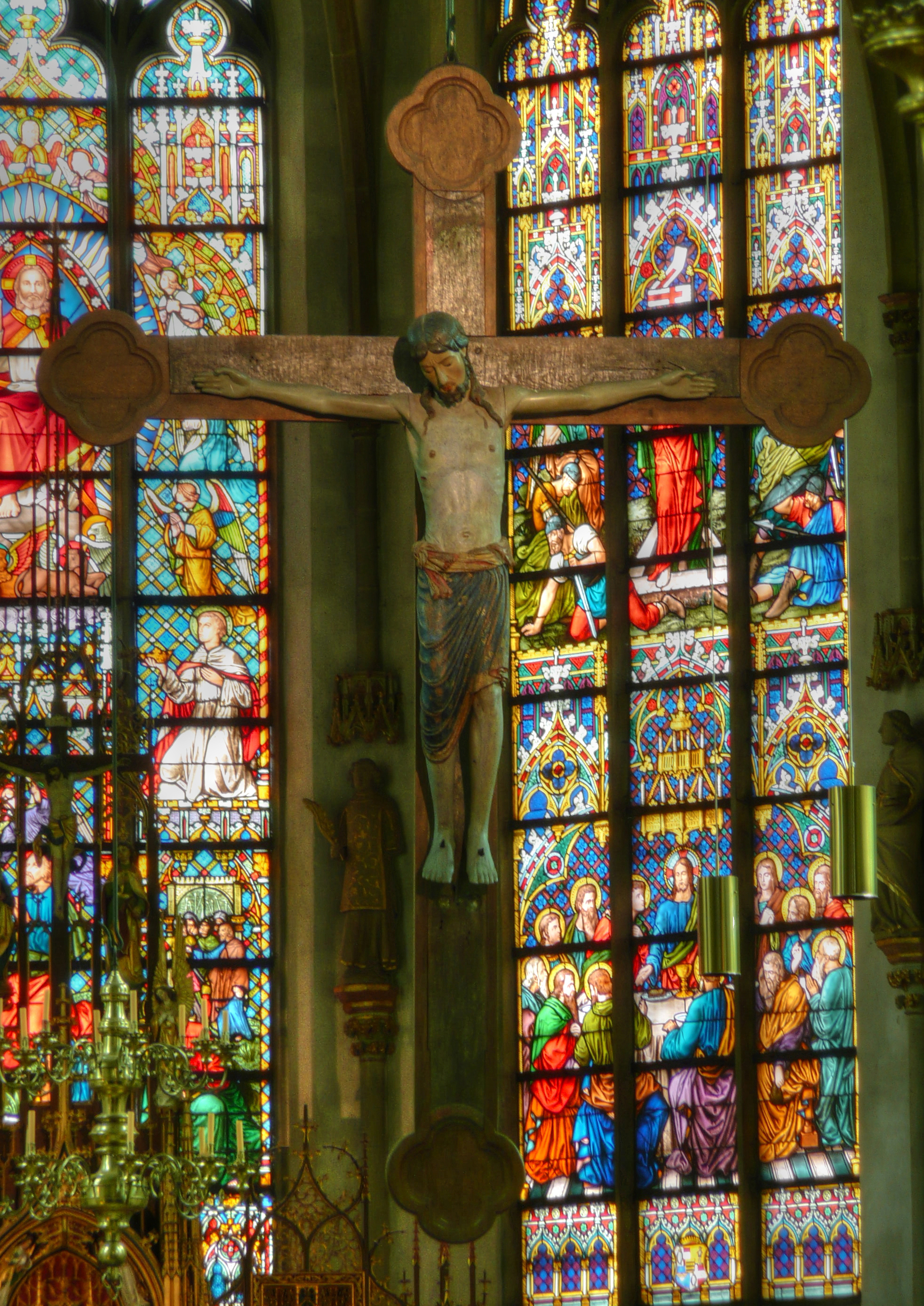
Triomfkruis in de stichtskerk (ca. 1200)
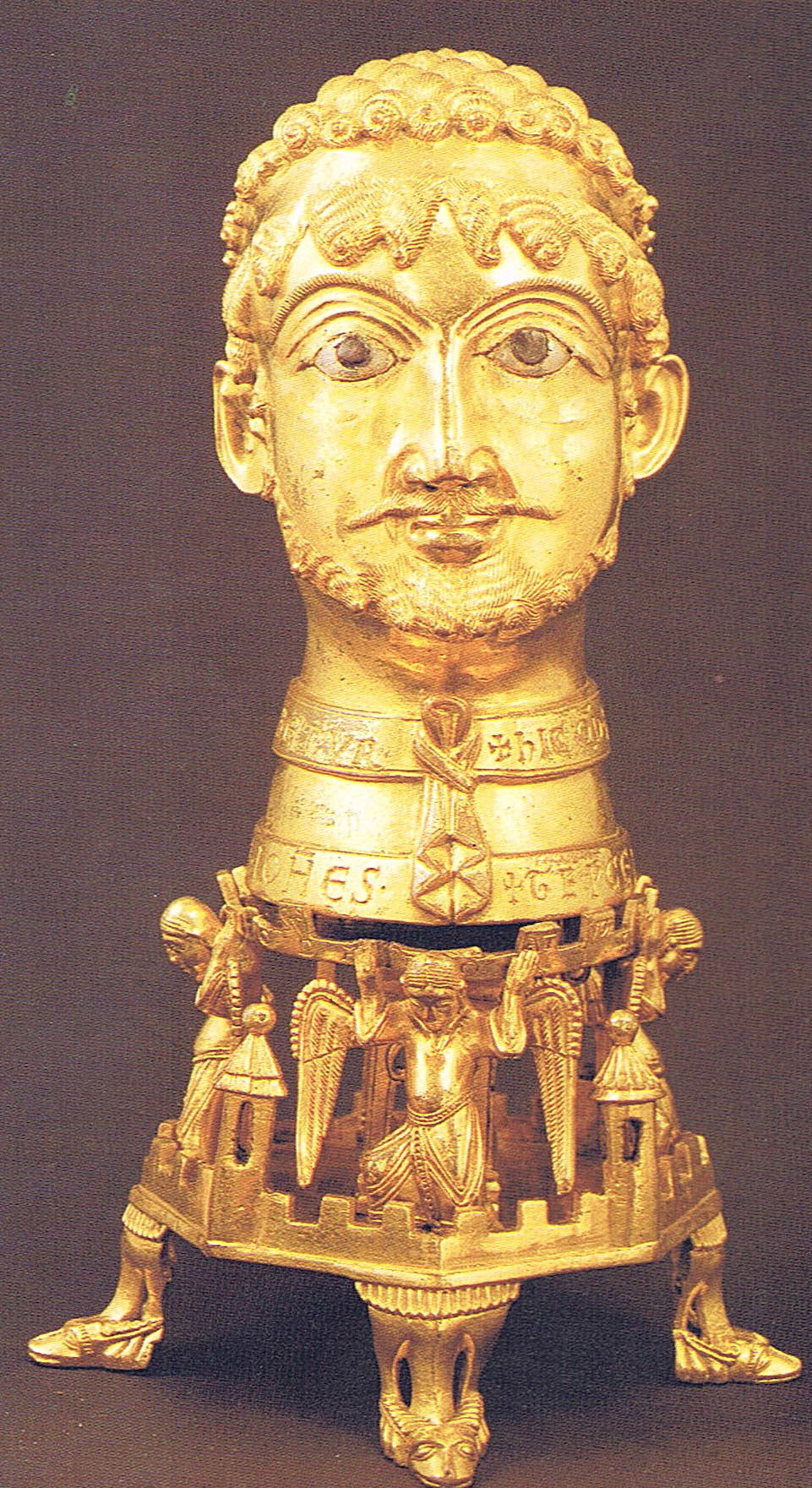
De Cappenberger Barbarossakop